# Hoceni
Hoceni is een Roemeense gemeente in het district Vaslui.
Hoceni telt 3068 inwoners.